# ISO 3166-2:GL
Pour un article plus général, voir ISO 3166-2.
 (août 2024).

Groenland

ISO 3166-2:GL est l'entrée pour le Groenland dans l'ISO 3166-2, qui fait partie du standard ISO 3166, publié par l'Organisation internationale de normalisation (ISO), et qui définit des codes pour les noms des principales administration territoriales (e.g. provinces ou États fédérés) pour tous les pays ayant un code ISO 3166-1.
Le territoire est un pays constitutif du Royaume du Danemark, avec le Danemark et les Îles Féroé qui possèdent également son propre codet de premier niveau.
Le Groenland est officiellement assigné au code ISO 3166-1 alpha-2 GL.

## Municipalité (5)
Les codets désignent les municipalités.
| Code  | Nom de la commune (kl)   |
| ----- | ------------------------ |
| GL-AV | Avannaata Kommunia       |
| GL-KU | Kommune Kujalleq         |
| GL-SM | Kommuneqarfik Sermersooq |
| GL-QT | Kommune Qeqertalik       |
| GL-QE | Qeqqata Kommunia         |

Historique des changements
- 9 septembre 2008 : Correction de la langue administrative remplacer inuktitut (iu, iku) par groenlandais ou kalaallit (kl, kal)
- 30 juin 2010 : Ajout de la réalité du découpage administratif.
- 26 novembre 2018 : Suppression de la commune GL-QA; Ajout des communes GL-AV, GL-QT